# علي المك
على محمد على المك (أمدرمان 12 فبراير 1937 ـ نيومكسيكو 1992) قاص وروائي وناقد سوداني.

## حياته الأولى
ولد المك في أمدرمان ونشأ بها. تعلم في كتّأب ود المصطفى، ثم مدرسة ارقو الأولية، ثم مدرسة الفاشر الأولية متننقلا مع والده الذي كان يعمل بالقضاء. ظهر تفوقه في سنوات دراسته الأولى فاختير ليكون ضمن طلاب المرحلة المتوسطة لكن معارضة والدته حالت دون ذلك. التحق بمدرسة المسالمة الأولية بمسقط رأسه بعد أن انتقل والده للعمل بمحكمة مروى الشرعية.انتقل بعدها إلى مدرسة أمدرمان الأميرية عام 1947.بدأ حبه للقراءة في سنواته الأولى بالمدرسة اعانته في ذلك مكتبة والده التي كانت تحوى ألوانا من كتب الفقه والشريعة الإسلامية.بدأت محاولاته في الكتابة مبكراً في المرحلة الوسطى فكانت لديه مجلة نصف شهريه بعنوان (قسمتى كدا).كما بدأت شخصيته في التكون في تلك الفترة فكان اهتمامه بأغاني الحقيبة لامثال كرومه وسرور وغيرهم.التحق بمدرسة وادى الثانوية 1951 ثم التحق بجامعه الخرطوم كلية الآداب عام 1955 وتخرج فيها بمرتبة الشرف عام 1961. وحصل على ماجستير الإدارة العامة من جامعة كاليفورنيا الجنوبية 1966.

## المؤتمرات
- مؤتمر الشعر العالمي العاشر في مدينة استروقا بيوغسلافيا عام 1971
- مهرجان السنما الدولي السابع في مدينة موسكو 1971
- مهرجان تكريم الأدباء السعوديين حمد الجاسر أحمد السباعى عبد الله بن خميس مدينة الريض عام 1983
- سمنار الكتاب العالمي ‘جامعة كامبردج بإنجلترا 1990

## المؤلفات
- البرجوازية الصغيرة: قصص قصيرة مع صلاح احمد إبراهيم عام 1958
- في القرية: قصص قصيرة
- القمر جالس في فناء داره: قصص قصيرة 1973
- وهل أبصر أعمى المعرة: مقالات 1974
- مختارات من الأدب السوداني (كتاب) 1974/1982/1990
- مدينة من تراب: نثر شعرى 1974
- ديوان الشاعر عبد الله البنا {تحقيق} 1976
- ديوان الشاعر خليل فرح {تحقيق} 1978
- الصعود إلى أسفل المدينة: قصص قصيرة 1988
- مقالات كثيرة متنوعة نشرت في مجلات الدوحة وروزاليوسف وصباح الخير والفيصل والصحف السودانية
- حمى الدريس قصص قصيرة 1989
- برامج إذاعية وتليفزيونية كثيرة

### المنشورات باللغة الإنجليزية
- مدينة من تراب ترجمة الفاتح محجوب
- القضية: قصة قصيرة نشرت بالعدد رقم 49 من مجلة القصة العالمية التي تنشر بأمريكا
- إحدى وأربعون مئذنة: قصة قصيرة نشرت بالعدد رقم 62 من مجلة القصة القصيرة التي تنشر في أمريكا
- كرسى القماش: قصة قصيرة نشرت بالعدد 88 من مجلة القصة العالمية التي تنشر في أمريكا

### ترجمات إلى اللغة العربية
- نماذج من الادب الزنجى الامريكى 1971: قصص وأشعار ومقالات مع مقدمة تعريفية. تشمل المختارات أعمالا أدبية بداية بعام 1890 وحتى 1960
- الأرض الآثمة لباترك فان رنزبرج: ترجمة بالاشتراك مع صلاح احمد إبراهيم 1972
- المختارات من أساطير الهنود الامركيين وحكاياتهم: ظهرت أجزاء منه في الصحف

### الفيلم
- كتب وسجل التعليق على فيلم «طرائق الإيمان»، وهو الفيلم السادس من حلقات المسلسل التليفزيونى

«العرب» الذي ظهر في القناة الرابعة بالتليفزيون البريطانى 1983 وماذال يعرض وقد عرضته قناة الكيبل الخاصة بجامعة مدينة نيو يورك عام 1988-1989

### قصص قصيرة
1. طريق الخلاص الطويل من تأليف ف-سكوت فيتز جرالد

نشرت بالعدد 94 من مجلة الفيصل يناير 1985
1. {أسطورة} لروبرت فوكس
2. { الجلوس } ه فرانسيس
3. {استبيان إلى رودلف غوردون }جاك ماثيوز
4. { الربوة الصخرية } شارلس باكستر
5. {من حكايات ألصين القديمة} خمس حكم في خمس قصص قصيرات جدا
6. {من حكايات الصين القديمة} حكاية البقرة والخنزير والديك الرومى
7. {زينب السكر الأحمر } جمال محمد أحمد

### الشعر
1. خمس قصائد لقارثيا لوركا
2. اسطر من الشعر المقدونى
3. من اساطير الهنود الأمريكيين
4. الجدرى هدية الرجل الأبيض
5. كيف جاء الموت إلى العالم
6. بين الجاموس والإنسان أسطورة
7. عبور البحر
8. ربة الأرض
9. ام لكل الناس
10. برج بابل
11. الثعلب
12. قوم الأرض الصفراء
13. الصخرة الملتهبة
14. أسطورتان عن خلق العالم
15. وجبة عشاءغريبة
16. ملكة القبيلة
17. كيوتى واكتومى والجبل
18. كيوتى والتاجر الأبيض
19. الجاموس في عالمنا
20. كيف وجد الباعوض في عالمنا
21. أنثى السنجاب
22. وأسطورة ثالثة من قبيلة التيوا

## وفاته
توفي المك في مدينة نيومكسيكو الأمريكية سنة 1992.

## وصلات خارجية
- علي المك على موقع أرشيف الشارخ.
- البروفسير على المك يقاء نثرا في ليلة تكريم بروفسير عبد الله الطيب على يوتيوب
- ثرثرة حول ظلال الراحلين علي المك وأبو داؤود